# M-14 (Spanje)

De M-14

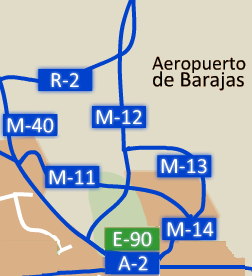
De M-14

De M-14 is een autopista in Madrid met een lengte van 3,2 kilometer. De snelweg vormt een verbinding met de luchthaven Madrid-Barajas. De M-14 sluit aan op de M-40,  M-21, M-11, M-13. 